# 제주신화월드
제주신화월드(濟州神話世界, 영어: Jeju Shinhwa World)는 제주특별자치도 서귀포시 안덕면 서광리 제주신화역사공원 내 조성되고 있는 대한민국 최대 규모의 복합 리조트로서 2017년 4분기부터 순차적 개장을 시작으로 2019년 완전 개장되었다.
제주도가 제주신화월드의 허가조건으로 제시한 전체 고용인원 80% 이상의 도민 채용과 지역건설 업체 50%이상 참여 등이 성실히 준수되고 있거나 계획되고 있는 가운데 제주도가 이를 다른 투자사업에도 적용하기로 함으로써 신화역사공원 프로젝트는 대규모 투자기업의 모범사례로 받아들여지고 있다.

## 운영자

### 람정제주개발
람정제주개발은 제주에 신화역사공원 조성사업을 추진하기 위해 홍콩의 란딩인터네셔널과 말레이시아 겐팅 그룹의 합작법인으로 만들어진 회사다.
중국인이 만들었다고 한다
2016년 11월, 란딩과 겐팅 그룹이 서로 갈라서게 되면서 람정제주개발은 합작법인이 아닌 란딩인터네셔널의 자회사가 됐다. 겐팅 그룹이 전액 출자한 앨고나주식회사의 지분 100%를 란딩인터네셔널이 인수하면서다.
이에 따라 제주신화월드의 조성사업은 란딩인터네셔널이 단독으로 추진하게 됐다.

### 란딩인터내셔널
란딩인터내셔널은 홍콩증권거래소의 상장 회사로, 주로 부동산개발, 호텔과 리테일 경영, 엔터테인먼트 및 관련 서비스를 제공하는 회사이다. 회사 대표 앙지혜 회장이 설립한 안휘란딩홀딩그룹 (Anhui Landing Holding Group Co., Ltd.)은 주로 투자와 부동산 개발을 포함한 통합 운영에 주력하는 다각화 기업이며, 중국 100대 부동산기업에 속한다.

## 주요협력사
- (주)투바앤
- 신세계

## 구성
- 신화테마파크
- 신화워터파크
- 신화호텔
- 신화쇼핑스트리트
- 신화엔터테인먼트
- 신화빌라스

## 투입예산
제주신화월드의 조성사업비는 총 2조 1000억 원이다. 람정제주개발은 란딩인터네셔널이 2억 달러(한화 약 2384억 원)를 추가 투자하였다고 2017년 1월 5일 밝혔으며 이로써 총 FDI는 1조 1923억 원이 되었다.

## 같이 보기
- 넙게오름
- 남송악오름
- 제주국제자유도시개발센터
- 람정제주개발
- 제주신화역사공원